# Кейсі (антарктична станція)
«Кейсі» (англ. Casey, названа на честь Генерал-губернатора того часу Лорда Кейсі (англ. Governor General, Lord Casey)) — діюча постійна (цілорічна) науково-дослідна антарктична станція Австралії, що була створена у 1964–1969 роках. Розташована у затоці Вінсенеса (англ. Vincennes Bay, разом із двома іншими австралійськими станціями) на Землі Вілкса.
Станція керується Австралійською антарктичною службою (англ. Australian Antarctic Division (AAD)).

## Історія[1]
У січні 1959 року Австралія перейняла керування над станцією Вілкса (англ. Wilkes Station). Через деякий час стало очевидно, що будівля буде знищена рухом снігу. Тому 1964 року було прийнято рішення про побудову нової станції за два кілометри на південь від станції Вілкса (переміщення називалось англ. Repstat). Робота була закінчена у лютому 1969 року, а нову станцію назвали «Кейсі».
На той час це була найновіша конструкція: житлові і спальні відділи, будівлі для роботи, що вишикувались у пряму лінію і пов'язані між собою тунелем із гофрованого заліза. Всі будівлі стояли на спеціальних трубах і не затримувати сильні вітри.
З часом морські вітри призвели до корозії тунелю, що спричинило великі втрати тепла. Через це станцію у середині 1970-х років було дорого утримувати, тому було заплановано реконструкцію будівель на 1980-ті роки. Нова станція була побудовані із сталі і бетону, а зовнішня оболонка зроблена із 100 мм пінополістирольних плит. Робота була закінчена у грудні 1988 року.
30 грудня 2004 року на відстані 10 км на схід від станції була відкрита менша станція «Кейсі Скейвай» (66°17′17″ пд. ш. 110°45′27″ сх. д. / 66.288015° пд. ш. 110.757578° сх. д.).

## Споруди станції
Станом на 17 липня 2002 року станція складається із 16 будівель, що були відкриті у грудні 1988 року.

## Клімат
| Клімат                                     | Клімат | Клімат | Клімат | Клімат | Клімат | Клімат | Клімат | Клімат | Клімат | Клімат | Клімат | Клімат | Клімат |
| Показник                                   | Січ.   | Лют.   | Бер.   | Квіт.  | Трав.  | Черв.  | Лип.   | Серп.  | Вер.   | Жовт.  | Лист.  | Груд.  | Рік    |
| Абсолютний максимум, °C                    | 9,2    | 6,6    | 3,6    | 3,0    | 4,5    | 4,2    | 2,4    | 5,0    | 3,9    | 1,1    | 4,9    | 8,0    | 9,2    |
| Середній максимум, °C                      | 2,2    | −0,1   | −4,1   | −7,5   | −11,1  | −10,4  | −10,2  | −10,2  | −9,7   | −8     | −2,5   | 1,4    | −5,9   |
| Середній мінімум, °C                       | −2,6   | −5     | −9,8   | −14,6  | −18,5  | −18,3  | −18,4  | −18    | −17,1  | −15,1  | −9     | −3,7   | −12,5  |
| Абсолютний мінімум, °C                     | −10,3  | −18    | −22,3  | −31,3  | −34,4  | −34,1  | −33,3  | −37,5  | −31,2  | −31,2  | −23,4  | −13    | −37,5  |
| Середня кількість сонячних годин на місяць | 161,2  | 135,6  | 99,2   | 60,0   | 21,7   | 3,0    | 12,4   | 43,4   | 87,0   | 139,5  | 213,0  | 182,9  |        |
| Норма опадів, мм                           | 9.3    | 15.2   | 18.0   | 20.6   | 25.6   | 27.5   | 28.5   | 21.0   | 17.3   | 16.5   | 12.7   | 12.9   | 222.5  |
| Днів з опадами                             | 6,6    | 7,5    | 8,9    | 9,3    | 9,7    | 11,2   | 10,3   | 8,5    | 8,6    | 8,1    | 5,9    | 5,9    | 100,5  |
| ------------------------------------------ | ------ | ------ | ------ | ------ | ------ | ------ | ------ | ------ | ------ | ------ | ------ | ------ | ------ |
| Джерело: Bureau of Meteorology             |        |        |        |        |        |        |        |        |        |        |        |        |        |

## Цікаві факти
- Першими жінками, що працювали у програмі ANARE (англ. Australian National Antarctic Research Expeditions), були три науковці на станції «Кейсі» 1976 року[1].